# Надгробни споменици и кенотафи учесницима Српско-турских ратова (1876-1878)
Надгробни споменици и кенотафи учесницима Српско-турских ратова (1876-1878) значајни су историјски извори за проучавање ратова вођених против Османског царства, а окончаних ослобођењем и прикључењем појединих српских области након Берлинског конгреса.
Српско-турски ратови вођени су са прекидима од 1876. до 1878. године са фронтом од Неготина до реке Дрине, на „линији од преко 1000 километара, што је права реткост у дотадашњој ратној историји уопште, и то - између једне мале земље и велике турске царевине”.
Истраживања су део Википројекта „Камена казивања ратника” који за циљ има попис и истраживање на простору Епархије жичке јавних и приватних ратних меморијала - споменика и спомен-плоча, надгробника, кенотафа и крајпуташа војницима палим у ослободилачким ратовима Србије.

## Састав војске
Кнежевина Србија 1870-их имала је стајаћу и народну војску која се делила на пешадију, коњицу, артиљерију и жандармерију. Народну војску чинили су војни обвезници од 20 до 50 година, регрутовани без посебне обуке, по годиштима подељени у три класе: I, II и III.

### Ибарска војска
Почетком 1876. године формирана је Ибарска војска, састављена од Западноморавске дивизије и Шабачке бригаде I класе. Бригаде и батаљони носили су називе по ондашњим срезовима: Руднички, Моравички, Драгачевски, Ариљски, Трнавски итд. Састав Ибарске војске чиниле су Чачанска, Рудничка, Ужичка и Шабачка бригада и Добровољачки кор.
Ибарска војска борила се на два ратишта: јаворском и јужноморавском. Јаворско се протезало од Соколовице код Новог Пазара до Шаргана на Тари. Епитафи војницима палим на јужноморавском ратишту најчешће помињу Адровац, Самоково, Шиљеговац, Шуматовац, Кревети, Суви рт, Прокупље, Врање, Златокоп, Ниш, Борје, Велики Извор и Радешки вис. Прве жртве су пале 24. јуна 1876. године на Јавору, Кладници и Пазару, а последње 22. јануара 1878. године на Самокову код Куршумлије.

## Ратни меморијали
- Спомен-гробље на Јавору

## Надгробни споменици
Ратницима ових ратова сахрањеним на бојиштима дуж линије фронта или незнано где највише кенотафих спомен обележја подигнуто је на подручју између Јавора и Рудника.
Натписи сведоче да су војници у највећем броју припадали пешадији, мада се среће и понеки коњаник − каваљерист, артиљерац, тобџија и пионир. По оновременој војничкој терминологији, најчешће су помињани: војник прве и друге класе, редов, десетар, водник, заставник, командир, четовођа, наредник, поручник, ађутант, командант. Затим војне јединице: чета, баталион и бригада, па изрази који упућују на родове војске: пјехота, катана, каваљерист, коњаник, артиљерија, тобџија, брдска батерија. Петнаестак речи означава појмове из области вођења рата: битка, бој, борба, мегдан, бојно поље, бојна линија, позиција, борац, ратоборац, шиљбок, витез, народна војска, стојећа војска, турска сила, жртва.

### Епитафи
Стихованим дозивима обраћало се српском роду и путницима:
Приђи ближе мили читатељу, труда свога немој пожалити, тужан овај спомен прочитати, те ти види ко овде почива, мртво тело на даљини оста.
Ево мој спомен вође, али није моје тело вође, већ сам га оставијо на положају, на бојној линији.
Неки од војника преминули су од болести и последица рањавања у војним болницама или код куће:
Надгробни споменик Милану Марковићу (†1876) (Властељице – Јелав)
Приђи ближе мили Српски Роде те прочитај спомен овај. Ја одок с овог света млад. МИЛАН син василија Марковића из Властељица који у 25. год живота свога разболек се у Јавору, одок кући па се преставих 12ог Августа 1876. г. Код куће оста ми мајка тужна кукајући и жалосни отац уздисајући. Збогом Отац збогом Мати немојте се ви бринути ја ћу молити Вишњег Творца да утјеши тебе Оца да поживи вамилију. Фала Вама мили родитељи који сте ме чесног учинили. Куда год сам по свету одио свуда сам увек поштен био. [Х]вала тебе Мајко мила ти си мене одранила и у војску одпремила.